# Rozsnok

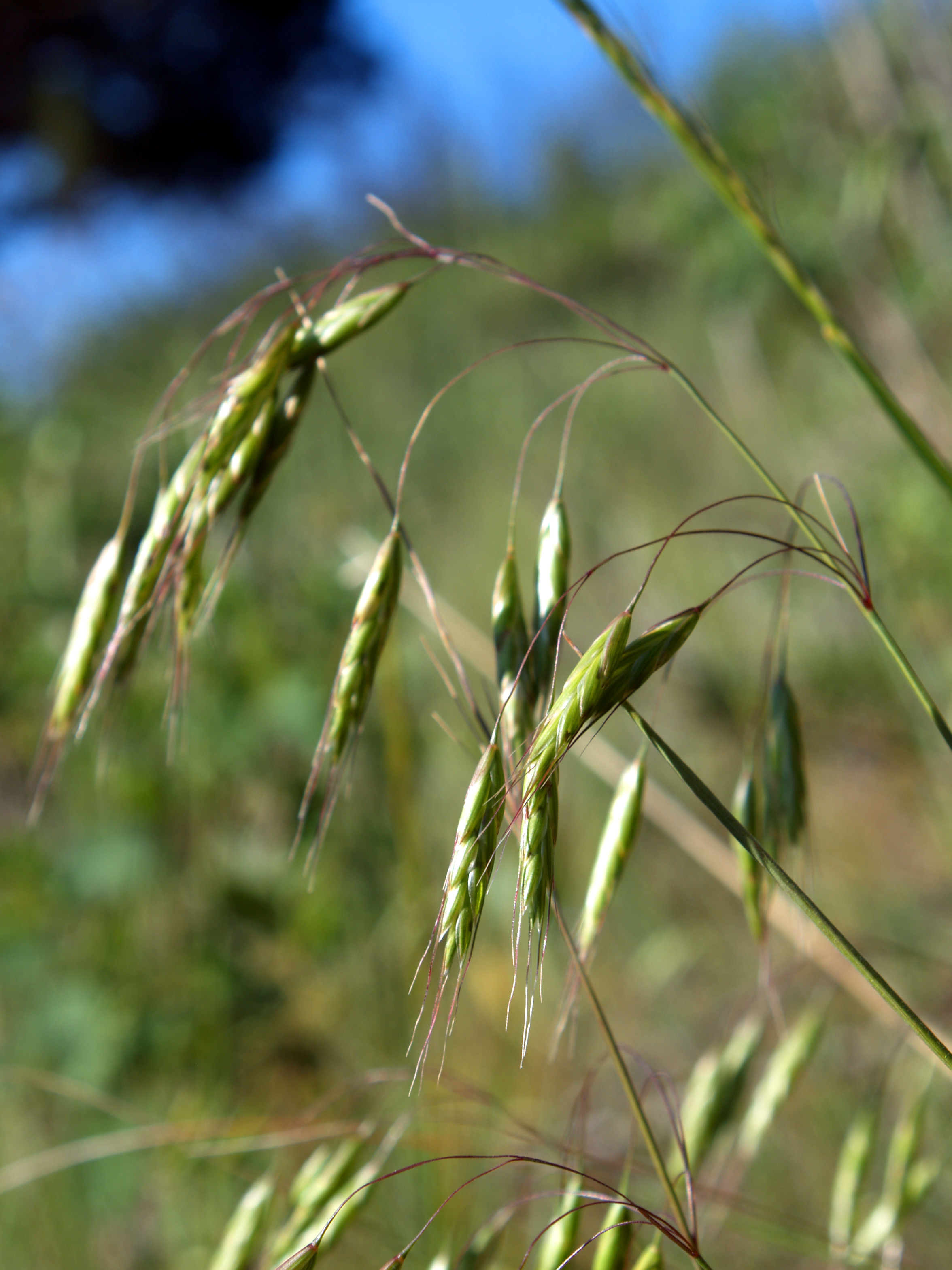
parlagi rozsnok (Bromus japonicus)

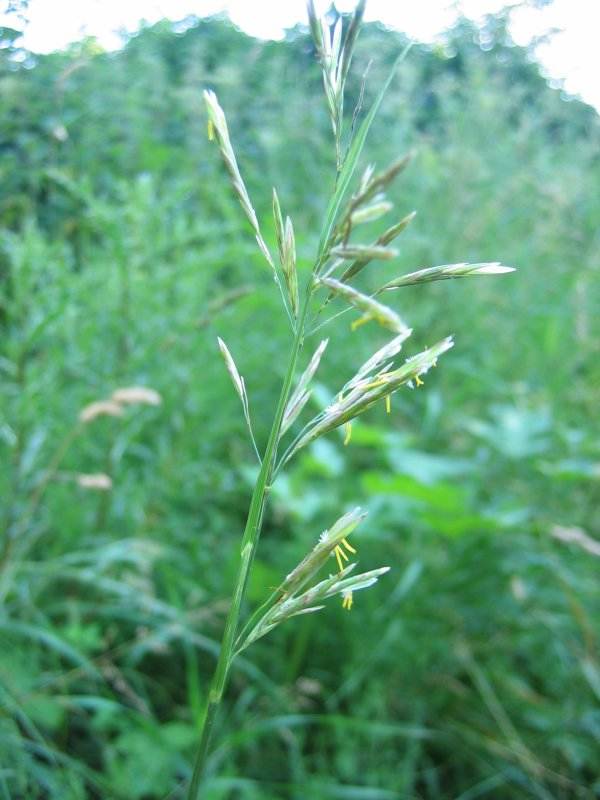
árva rozsnok (Bromus inermis)

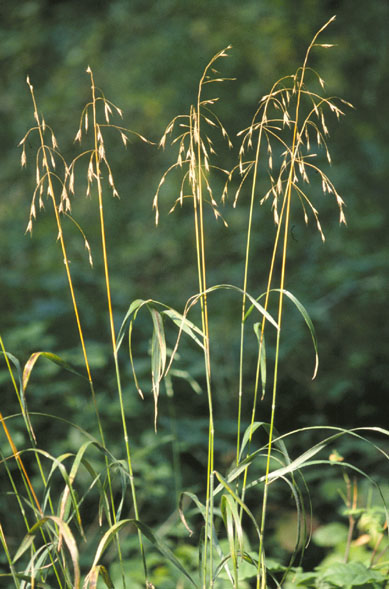
Bromus pubescens

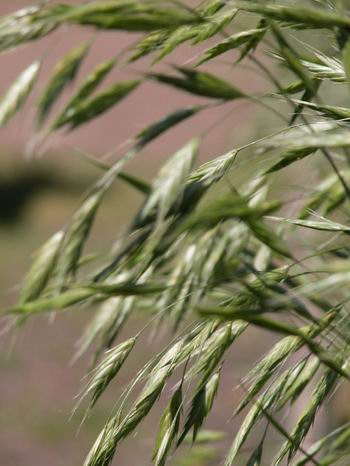
Bromus bromoideus

A rozsnok (Bromus), más néven vadzab, hölyefű vagy hélyafű a perjefélék családjába tartozó nemzetség.

## Elterjedése, élőhelye
Főleg az északi mérsékelt övben terjedt el, de egyes fajai megtalálhatók a déli mérsékelt övben, illetve a trópusokon is. Egyaránt nő a szántóföldeken, a füves és ruderális területeken, a parlagokon, az évelő pillangósok vetésterületein. Szántóföldön, gyümölcs- és szőlőültetvényekben gyakran felszaporodik.
Magyarországon 14 spontán és 2 meghonosodottnak tekinthető faja él, egyebek közt:
- árva rozsnok (magyar rozsnok, mágocsi rozsnok),
- berzedt rozsnok,
- bókoló rozsnok,
- fedélrozsnok,
- hegyi rozsnok (gabonarozsnok),
- meddő rozsnok,
- mezei rozsnok,
- parlagi rozsnok,
- puha rozsnok,
- sudár rozsnok.

## Megjelenése
Szalmaszára elálló vagy térdesből felemelkedő, 10–130 cm magas. Fürtje és bugája is laza, virágboga sok kalászkából alakul. Kalászkája sokvirágú, polyvája a hátán domború vagy gerinces, a csúcsa kétfogú. Külső toklászának egyenes vagy sodort szálkája a csúcs alól nő ki.

## Életmódja
A nedves, nagy humusztartalmú talajokat kedveli. Májustól júniusig (júliusig) virágzik. Hazánkban fő kártevője a gabonaféléket is gyakran megtámadó rozsnok mozaik vírus (brome mosaic bromovirus)

## Felhasználása
Több rozsnokfaj fontos szerepet játszik, illetve játszhat a rét-, legelő- és gyepgazdálkodásban – egyrészt mint takarmánynövény, másrészt a talajt az eróziótól védő gyökérzete miatt. Elsőrangú kaszálófű, de csak a kánikula előtt – utána a sarjú jóformán értéktelen. Az árva rozsnok az egyetlen olyan pázsitfűféle, amit Magyarországon kezdtek termeszteni és nemesíteni – mára az egész világon elterjedt takarmánynövény.

## Fajok
A nemzetséget hat alnemzetségre bontják:
- Bromus
  - Bromus alopecuros
  - Bromus arenarius
  - Bromus arizonicus
  - mezei rozsnok (Bromus arvensis)
  - Bromus brachystachys
  - Bromus briziformis
  - Bromus bromoideus
  - bókoló rozsnok (Bromus commutatus, Bromus commutatis)
  - Bromus danthoniae
  - Bromus grossus
  - Bromus hordeaceus
  - Bromus intermedius
  - Bromus interruptus
  - parlagi rozsnok (Bromus japonicus)
  - Bromus lanceolatus
  - Bromus lepidus
  - puha rozsnok (Bromus mollis)
  - Bromus oxyodon
  - Bromus pectinatus
  - Bromus pseudodanthoniae
  - Bromus racemosus
  - Bromus  scoparius
  - gabonarozsnok (vagy hegyi rozsnok, Bromus secalinus)
  - Bromus severtzovii
  - berzedt rozsnok (Bromus squarrosus)
- Ceratochloa
  - Bromus carinatus
  - Bromus coloratus
  - Bromus lithobius
  - Bromus mango
  - Bromus marginatus
  - Bromus maritimus
  - Bromus polyanthus
  - Bromus sitchensis
  - Bromus stamineus
  - Bromus subvelutinus
  - Bromus unioloides
- Festucoides
  - Bromus angrenicus
  - Bromus anomalus
  - Bromus araucanus
  - Bromus auleticus
  - Bromus barcensis
  - Bromus biebersteinii
  - Bromus brachyanthera
  - Bromus canadensis
  - Bromus cappadocicus
  - Bromus ciliatus
  - sudár rozsnok (Bromus erectus)
  - Bromus frondosus
  - Bromus himalaicus
  - árva rozsnok (Bromus inermis)
  - Bromus ircutensis
  - Bromus kalmii
  - Bromus kopetdaghensis
  - Bromus laevipes
  - Bromus lanatus
  - Bromus latiglumis
  - Bromus leptoclados
  - Bromus ornans
  - Bromus pacificus
  - Bromus pannonicus
  - Bromus porteri
  - Bromus pubescens
  - Bromus ramosus (Bromus ramosus)
  - Bromus remotiflorus
  - Bromus richardsonii
  - Bromus riparius
  - Bromus setifolius
  - Bromus stenostachyus
  - Bromus syriacus
  - Bromus tomentellus
  - Bromus tomentosus
  - Bromus variegatus
  - Bromus vulgaris
- Neobromus
  - Bromus berteroanus
- Nevskiella
  - Bromus gracillimus
- Stenobromus
  - Bromus diandrus
  - Bromus fasciculatus
  - Bromus madritensis
  - Bromus rubens
  - meddő rozsnok (Bromus sterilis)
  - fedélrozsnok (Bromus tectorum)
- Alnemzetségbe be nem sorolt fajok:
  - Bromus parodii
  - Bromus pratensis
  - Bromus segetum
  - Bromus sinensis